# Ellison Scotland Gibb

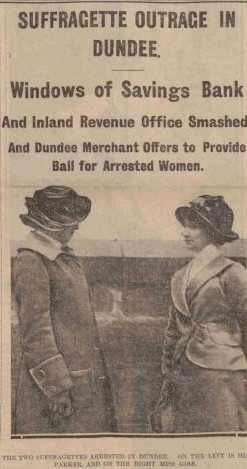
Frances Parker (links) und Ellison Gibb auf der Titelseite des Evening Telegraph and Post, 30. Oktober 1912

Ellison Scotland Gibb (* 6. März 1879 in Partick, Glasgow; † 1970 in Ayr, South Ayrshire) war eine schottisch-britische Suffragette und Schachspielerin. Sie war aktives Mitglied der Women’s Social and Political Union und wurde wegen militanter Aktionen mehrfach verhaftet und verurteilt.

## Leben
Gibb war eines von sechs Kindern von Peter Walker Gibb, einem Fischhändler, und Margaret Skirving. Sie war eines von sechs Geschwistern, darunter auch Margaret Skirving Gibb, die ebenfalls Suffragette war. Sie war eine Nachfahrin von William Skirving, einem der fünf schottischen Reformisten am Ende des 18. Jahrhunderts, die nach New South Wales verbannt wurden. Ihre Mutter war 1905 Gründerin des Glasgow Ladies Chess Club und bis zu ihrem Tod im Jahr 1918 die Präsidentin des Clubs.
Gibb wurde 1910 aktives Mitglied der Women’s Social and Political Union (WSPU)  und der Actresses’ Franchise League in Glasgow, deren ehrenamtliche Sekretärin sie war. 1911 boykottierte sie wie viele andere Suffragetten zusammen mit ihrer Mutter und dem Rest der Familie die Volkszählung.
Zwischen 1910 und 1912 wurde sie fünf Mal in London und einmal in Dundee verhaftet. Sie wurde mehrmals zu Gefängnisstrafen verurteilt, dreimal im Holloway Prison, einmal in HM Prison Aylesbury und einmal in Dundee. Während einer oder mehrerer dieser Inhaftierungen (die Quellen sind sich nicht sicher, ob es sich um das Gefängnis in Dundee oder Perth handelte) nahm sie an einem Hungerstreik teil. Sie erhielt wie andere dafür von der WSPU die sogenannte „Hungerstreikmedaille“ For Valour verliehen.
Am 30. Oktober 1912 zerschlugen sie und Frances Parker ein Fenster und versuchten, ein weiteres in Dundee zu zerschlagen. Im November 1910 wurden sie und acht weitere Frauen verhaftet, weil sie Steine auf das Gebäude des Innenministeriums in London geworfen hatten.
Im März 1912 saßen sie und Parker neben Winston Churchill in einem Zug von Stranraer nach Glasgow, fragten ihn nach seiner Meinung zum Frauenwahlrecht und berichteten ihm von den Leiden der im Holloway Prison inhaftierten Frauen. Churchill beschrieb seine Begegnung mit Gibb als „unerträglich, widerwärtig, lästig, Sie sind eine niederträchtige Frau“. Im November 1912 wurde sie von einem Mann namens Edwin Heath Smith angegriffen, als sie versuchte, in Ladybank, Cupar, bei Premierminister H. H. Asquith zu protestieren, und reichte erfolgreich Klage gegen ihn ein. 1913 kaufte sie Sylvia Pankhursts Cat and Mouse Act-Dokument, das zugunsten der WSPU für 100 Pfund verkauft wurde.
1907 gewann Ellison Gibb das Ladies’ Minor-Turnier bei den Scottish Ladies' Championships. 1921 erreicht sie gegen den Schachmeister Joseph Henry Blackburne ein Remis, als dieser am 26. Oktober den Glasgow Ladies’ Chess Club für eine Simultanvorstellung an 14 Brettern besuchte. Im selben Jahr wurde sie zur Präsidentin des Glasgow Ladies’ Chess Club ernannt. Sie spielte in der Glasgow Ladies’-Mannschaft, die das Finale des Spens Cup der Saison 1922/1923 erreichte.
Gibb starb 1970 in Ayr.